# Cheorwon-gun
Cheorwon-gun (koreanska: 철원군) är en landskommun i Sydkorea. Den ligger i provinsen Gangwon, i den norra delen av landet, 90 km nordost om huvudstaden Seoul. Dess administrativa huvudort är Galmal-eup.

## Administrativ indelning
Kommunen är indelad i fyra köpingar (eup) och tre socknar (myeon) (förutom de obebodda socknarna - se nedan):
Cheorwon-eup,
Dongsong-eup,
Galmal-eup,
Geunbuk-myeon,
Geunnam-myeon,
Gimhwa-eup och
Seo-myeon.
Cheorwon-gun gränsar i norr mot Nordkorea och en stor del av kommunen ligger i Koreas demilitariserade zon. Inom zonen finns fyra socknar som saknar civil befolkning:
Geundong-myeon (19,71 km²), Imnam-myeon (16,79 km²), Wondong-myeon (61,08 km²) och Wonnam-myeon (77,99 km²).

## Vänorter
- Gangnam-gu, Sydkorea
- Seogwipo, Sydkorea[2]